# 谷氨酸-1-半醛
谷氨酸-1-半醛 （英語：Glutamate-1-semialdehyde）是组氨酸代谢的一个中间体，其直接前体是胺亚甲基谷氨酸。